# Venčane
Venčane (cyr. Венчане) – wieś w Serbii, w okręgu szumadijskim, w gminie Aranđelovac. W 2011 roku liczyła 1315 mieszkańców.